# 鳥井冰川
71°19′S 35°38′E / 71.317°S 35.633°E
鳥井冰川（英語：Torii Glacier），是南極洲的冰川，位於毛德皇后地的哈拉爾王子海岸，流經法比奧拉王后山脈的古森斯山和福島岳，在1960年10月7日由比利時探險隊發現，現時由南極條約體系管理。